# Апостол (филм)
Апостол (енгл. Apostle) је хорор филм из 2018. у режији и по сценарију Гарета Еванса. Радња филма прати Британца (Ден Стивенс), који покушава да спасе своју сестру од култа на удаљеном острву.

## Радња
Године 1905. скитница на опасној мисији спасавања своје отете сестре уплиће се са злокобним верским култом на изолованом острву.

## Улоге
| Глумац          | Улога             |
| --------------- | ----------------- |
| Ден Стивенс     | Томас Ричардсон   |
| Мајкл Шин       | Малколм Хаув      |
| Марк Луис Џоунс | Квин              |
| Пол Хигинс      | Френк             |
| Луси Бојнтон    | Андреа Хаув       |
| Бил Милнер      | Џереми            |
| Кристин Фрусет  | Фион              |
| Елен Рис        | Џенифер Ричардсон |